# آ کندورو
آ کندورو (به لاتین: A.Konduru) در هند است که در آندرا پرادش واقع شده‌است.